# Stefanotis
Stefanotis (Stephanotis Thouars) – rodzaj roślin z rodziny toinowatych (Apocynaceae). Obejmuje 15 gatunków. Występują one w tropikalnych i subtropikalnych częściach Azji, Afryki i Madagaskaru. Stefanotis bukietowy S. floribunda uprawiany jest jako roślina ozdobna.

## Morfologia
Pnącza o wijących się i drewniejących pędach. Ulistnienie naprzeciwległe, liście pojedyncze. Kwiaty wonne, zebrane w grona. Korony są białe.

## Systematyka
Pozycja systematyczna
Jeden z rodzajów plemienia Marsdenieae w podrodzinie Asclepiadoideae w rodzinie toinowatych Apocynaceae. W niektórych ujęciach rodzaj włączany jest do rodzaju Marsdenia R. Br.
Wykaz gatunków
- Stephanotis abyssinica (Hochst.) S.Reuss, Liede & Meve
- Stephanotis acuminata Brongn.
- Stephanotis arabica (Decne.) S.Reuss, Liede & Meve
- Stephanotis brevisquama (Jum. & H.Perrier) S.Reuss, Liede & Meve
- Stephanotis crinita (Oliv.) S.Reuss, Liede & Meve
- Stephanotis ernstmeyeri S.Reuss, Liede & Meve
- Stephanotis faulknerae (Bullock) S.Reuss, Liede & Meve
- Stephanotis floribunda Jacques – stefanotis bukietowy
- Stephanotis grandiflora Decne.
- Stephanotis macrantha (Klotzsch) S.Reuss, Liede & Meve
- Stephanotis rubicunda (K.Schum.) S.Reuss, Liede & Meve
- Stephanotis schimperi (Decne.) S.Reuss, Liede & Meve
- Stephanotis stelostigma (K.Schum.) S.Reuss, Liede & Meve
- Stephanotis thouarsii Brongn.
- Stephanotis volubilis (L.f.) S.Reuss, Liede & Meve